# Aerotec Urubú
L'Aerotec Urubú era un aliante biposto da addestramento realizzato dall'azienda brasiliana Aerotec nel 1978 e rimasto allo stadio di prototipo.

## Storia
Nel giugno 1978 il Ministero dell’Aeronautica brasiliano incaricò il Centro Técnico Aeroespacial (CTA) di progettare un aliante biposto da addestramento con cui sostituire gli alianti LET L 13 Blaník, importati nel 1970, la cui cellula stava arrivando alla fine della vita operativa per l’invecchiamento dei materiali usati nella loro costruzione. Della realizzazione del progetto fu incaricata la División de Aeronáutica (PAR) della IPD, e il nuovo modello ricevette la sigla IPD/PAR PE80367.
I piani costruttivi furono realizzati in pochi mesi ed il prototipo fu costruito a cura della Sociedade Aerotec che lo terminò in tempo per esibirlo al Salón de Aeronáutica y Espacio di São José dos Campos tenutosi nel 1979.

## Tecnica
L'Urubu è un aliante biposto di costruzione interamente metallica, monoplano ad ala alta, caratterizzata dall'adozione del profilo alla radice NACA 63A615 e di aerofreni, e dotata di forte allungamento. La fusoliera è fusiforme, con piani di coda bassi. Il carrello d'atterraggio, del tipo "zero-zero", è costituito da una sola ruota semiesterna posizionata sotto la fusoliera, all’altezza del bordo di attacco alare. Gli angoli di incidenza, diedro e torsione alare sono pari, per tutti e tre i casi, a 3. La cabina di pilotaggio, posta in posizione anteriore, è dotata di doppi comandi.

## Impiego operativo
Nonostante le buone prestazioni rilevate durante i collaudi, il Ministero dell’Aeronautica preferì acquistare il più economico modello "Nhapecan", costruito dalla IPE. All’inizio degli anni novanta un gruppo di piloti dell’Aero Club di Volo a Vela del CTA di São José dos Campos decise di riportare in condizioni di volo il prototipo dell’Urubú, richiedendo nel contempo di incominciare la produzione in serie del modello per riequipaggiare gli aeroclub nazionali di volo a vela, ma senza successo. Il prototipo si trova attualmente, fuori servizio, presso il Centro Técnico Aeroespacial (CTA).

### Annotazioni
1. ↑  In lingua portoghese Ministerio de Aeronáutica del Brasil.
2. ↑  Che supera il valore di 15.

### Fonti
1. 1 2 3 4 5 6  Aviazione & Marina Internazionale n.171, febbraio 1980, p. 32.

### Periodici
- Urubu silenzioso, in Aviazione & Marina Internazionale, n. 171, Genova, febbraio 1980,  p. 32.